# Ursula Lohmann

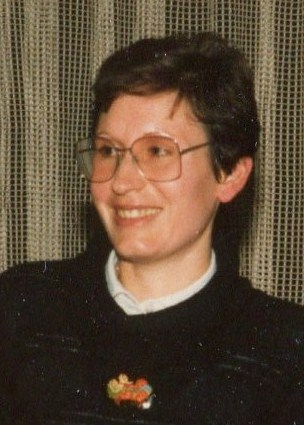
Ursula (Ulla) Lohmann 1983

Ursula „Ulla“ Lohmann (* 7. August 1949 in Heinsberg) ist eine Hamburger Politikerin der Sozialdemokratischen Partei Deutschlands und ehemaliges Mitglied der Hamburgischen Bürgerschaft.

## Leben und Politik
Die studierte Diplom-Biologin arbeitete als wissenschaftliche Angestellte in einer Führungsposition.
1970 trat Ursula Lohmann in die SPD ein und war seitdem als Kommunalpolitikerin im damaligen Ortsausschuss Barmbek-Uhlenhorst und von Juni 1982 bis 1991 Mitglied in der Bezirksversammlung im Bezirk Hamburg-Nord, in der sie ab 1986 den Vorsitz übernahm, nachdem sie zuvor stellvertretende SPD-Fraktionsvorsitzende war. In der Bezirksversammlung setzte sie sich für Barmbeker Kultureinrichtungen wie das Bürgerhaus, die Zinnschmelze und die Geschichtswerkstatt ein.
Zur Hamburgischen Bürgerschaftswahl im Juni 1982 kandidierte Lohmann erfolglos auf dem SPD-Listenplatz 105. 1991 zog sie über den SPD-Listenplatz 29 erstmals in die Hamburgische Bürgerschaft ein. Ihren Sitz behielt sie bis 1997. Ihre Schwerpunkte lagen in der Kulturpolitik und im Bereich Wissenschaft und Forschung, welche sie auch für ihre Fraktion in den Ausschüssen vertrat.
Innerhalb der Partei war sie unter anderem stellvertretende Landesvorsitzende der Arbeitsgemeinschaft Sozialdemokratischer Frauen.
Gemeinsam mit ihrem Mann, Heinz Lohmann, dem ehemaligen Vorstandssprecher des damaligen Hamburger Landesbetriebs Krankenhäuser (LBK, heute Asklepios Kliniken Hamburg), sammelt sie seit vielen Jahren Werke der experimentellen Gegenwartskunst. Seit 1994 betreibt das Paar in Hamburg den Ausstellungsraum „C 15“, in dem unter anderen Werke von Peter Nikolaus Heikenwälder, Jens Lausen und Gerd Stange gezeigt wurden. 2005 wurde sie zur Sprecherin des Kulturvereins Harburger Bahnhof gewählt.